# Cantonul Moncontour (Vienne)
Cantonul Moncontour (Vienne) este un canton din arondismentul Châtellerault, departamentul Vienne, regiunea Poitou-Charentes, Franța.

## Comune
| Comune               | Populație (1999) | Cod poștal | Cod INSEE |
| -------------------- | ---------------- | ---------- | --------- |
| Angliers             | 661              | 86330      | 86005     |
| Aulnay               | 109              | 86330      | 86013     |
| La Chaussée          | 163              | 86330      | 86069     |
| Craon                | 198              | 86110      | 86087     |
| La Grimaudière       | 392              | 86330      | 86108     |
| Martaizé             | 371              | 86330      | 86149     |
| Mazeuil              | 245              | 86110      | 86154     |
| Moncontour           | 1 013            | 86330      | 86161     |
| Saint-Clair          | 202              | 86330      | 86218     |
| Saint-Jean-de-Sauves | 1 317            | 86330      | 86225     |